# Caraorman-Wald
Der Caraorman-Wald (rumänisch Pădurea Caraorman) befindet sich auf dem Areal der Gemeinde Crișan, im Kreis Tulcea, Rumänien. Der subtropische Wald wurde 1990 zum Schutzgebiet in Natur- und Landschaftsschutz der IUCN-Kategorie IV Biotop- und Artenschutzgebiet (Waldschutzgebiet) des Biosphärenreservats Donaudelta ausgewiesen.

## Beschreibung
Der Landstreifen Caraorman ist eine maritime Sandbank, die südlich des Sulinaarmes liegt, die Form eines gleichschenkeligen Dreiecks hat, mit der Spitze bei Crișan und der Basis in der Nähe des Sfântu-Gheorghe-Armes. Die Sandbank ist 18 Kilometer lang, hat eine maximale Breite von 8 Kilometer und eine Fläche von 7.000 Hektar, davon wurden 2.250 Hektar zur streng geschützten Zone ausgewiesen. Der sandige Grund besteht aus endlosen Sanddünen, die die Höhe von 7 Meter erreichen können und ähnelt einer Wüste. Im westlichen Teil der Sandbank befindet sich der Caraorman-Wald, der unter Naturschutz steht.
Der Caraorman-Wald ist ein Eichenwald mit fast undurchdringlichem Busch und teilweise beweglichen Sanddünen, in denen der Sage nach die Schätze der Piraten vergraben liegen. Der Reichtum der Vegetation dieses Waldes bildet einen so dichten Schatten, dass es an einigen Stellen fast dunkel ist. Dieser Tatsache verdankt der Wald seinen Namen „Caraorman“; die Bezeichnung stammt aus dem Türkischen und bedeutet  der „Schwarze Wald“.
Auf der Sandbank Caraorman befindet sich auch das gleichnamige Dorf. Das Dorf Caraorman hat eine Länge von 3,5 Kilometer und eine Breite von etwa 500 Meter und liegt auf dem Landstreifen zwischen den Armen Sulina und Sfântu Gheorghe, 12 Kilometer von der Gemeinde Crișan entfernt. Die Bevölkerung des Dorfes besteht aus Ukrainern.

## Flora
Kletterpflanzen

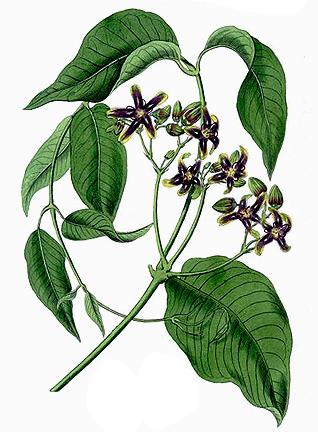
Griechische Baumschlinge

Außergewöhnlich sind die mediterranen Lianen.
Die Griechische Baumschlinge (periploca graeca) kann eine Länge von bis zu 25 Meter erreichen, was einmalig in Europa ist. Sie hat im Caraorman-Wald ihre nördlichste Verbreitungsgrenze.
Die Lianen, zusammen mit anderen Kletterpflanzen wie z. B. die Wilde Weinrebe, der Efeu, der Echte Hopfen und die Waldreben verleihen dem Caraorman einen subtropischen Aspekt.
Bäume
Zu den Bäumen des Caraorman-Waldes zählen vierhundertjährige Eichen von mehr als 25 Meter Höhe, Ulmen, Weiden, Espen, Erlen, Mooreschen, wobei Letztere eine botanische Seltenheit darstellen.
Im Caraorman-Wald, an der Stelle, die unter dem Namen „Fântâna Vânătorilor“ (deutsch: Jägerbrunnen) bekannt ist, steht die größte Eiche des Deltas. Ihrer Äste wegen, die sich auch auf dem Boden ausstrecken, wird sie „Kniende Eiche“ (rumänisch: Stejarul îngenuncheat) genannt. Sie ist 400 Jahre alt und hat einen Umfang von 12 Meter.
Sträucher
Neben einem Bestand von Pappeln, Eschen und Eichen trifft man auch Sträucher im Caraorman-Wald an, wie zum Beispiel Salix, Tamarix u. a.

## Fauna
Vögel

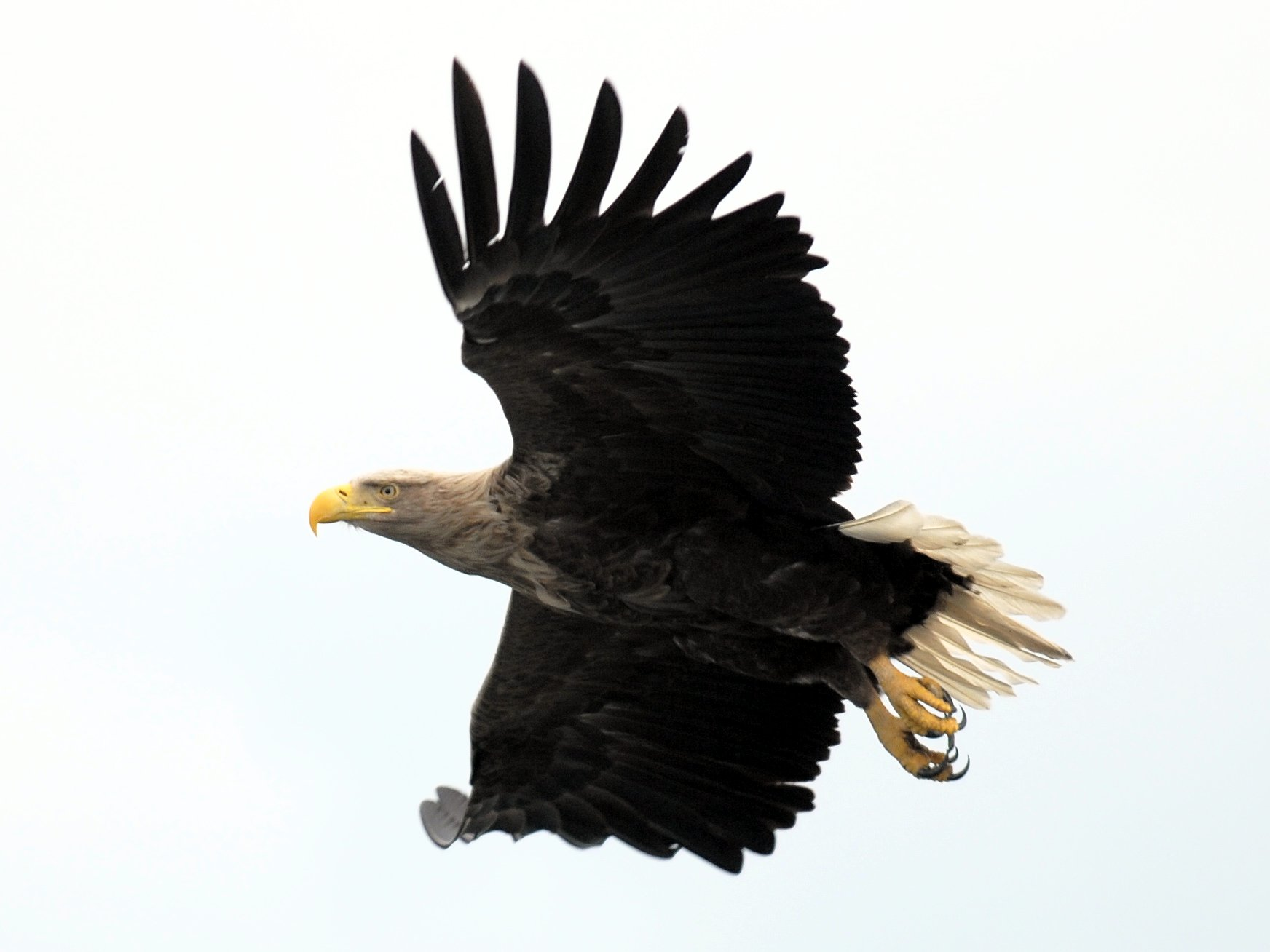
Seeadler

Von den Vögeln trifft man im Caraorman-Wald den Seeadler  (Haliaeetus albicilla) und den Kolkraben (Corvus corax) an.